# Micrapate sericeicollis
Micrapate sericeicollis är en skalbaggsart som beskrevs av Pierre Lesne 1906. Micrapate sericeicollis ingår i släktet Micrapate och familjen kapuschongbaggar. Inga underarter finns listade i Catalogue of Life.